# Miguel Krigsner
Miguel Krigsner (La Paz, Bolívia, 1950. január 9. –) lengyelországi-németországi zsidó származású, bolíviai születésű brazil üzletember. 2015-ben Brazília 20. leggazdagabb embere volt.

## Családja
Édesapja, Jacob Krigsner Lengyelországban, édesanyja, Anneliese Krigsner Németországban született, a Harmadik Birodalom hatalomra kerülése után menekültek Bolíviába, majd Miguel 11 éves korában költöztek Brazíliába.